# Tadeusz Lechowski
Tadeusz Zygmunt Lechowski (ur. 20 stycznia 1928 w Częstochowie, zm. 25 lutego 2022 tamże) – profesor doktor habilitowany, pracownik naukowy Politechniki Częstochowskiej, Politechniki Opolskiej i Świętokrzyskiej, specjalizujący się w maszynoznawstwie i inżynierii mechanicznej.

## Życiorys
W latach 1943–1945 pracował w Warsztacie Mechanicznym fabryki La Czenstochovienne jako robotnik.
Tadeusz Z. Lechowski ukończył w 1953 studia I stopnia w Wyższej Szkole Inżynierskiej w Częstochowie, a następnie II stopnia na Politechnice Częstochowskiej w 1956. W 1963 obronił na Politechnice Warszawskiej pracę doktorską Błędy pomiaru średnicy podziałowej gwintów, za którą otrzymał nagrodę Ministra Szkolnictwa Wyższego. Habilitację uzyskał na tej samej uczelni w 1968 r., na podstawie pracy Geometryczne i technologiczne problemy przy wykonywaniu ślimaków walcowych.
Na Politechnice Częstochowskiej pracował od 1955 kolejno jako asystent, adiunkt od 1963, docent etatowy od 1968 i od 1976 jako profesor nadzwyczajny. W 1975 uzyskał tytuł naukowy profesora nauk technicznych. W Instytucie Technologii Maszyn i Automatyzacji Produkcji na Politechnice Częstochowskiej pełnił funkcje kierownika zakładu, zastępcy dyrektora i do emerytury w 1998 dyrektora. W latach 1984–1992 był członkiem Rady Naukowej, a w latach 1986–1992 wiceprzewodniczącym Rady Naukowej Kombinatu Przemysłowo-Narzędziowego VIS w Warszawie.
Członek Sekcji Podstaw Technologii Komitetu Budowy Maszyn Polskiej Akademii Nauk oraz Komisji Metrologii przy katowickim oddziale PAN.
Pracował również w latach 1983–1993 na Politechnice Świętokrzyskiej i w latach 1994–1998 na Politechnice Opolskiej.

## Dorobek naukowy
Główny dorobek prof. T. Lechowskiego i jego zespołu to opracowanie podstaw geometrii frezów ślimakowych do kół zębatych, przeciągaczy ewolwentowych i narzędzi do kół zębatych obrabianych metodą Revacycle. Wyniki prac T. Lechowskiego wdrożono w Kombinacie Przemysłu Narzędziowego VIS w Warszawie.
Tadeusz Lechowski był także promotorem 8 prac doktorskich i recenzentem jednej pracy habilitacyjnej.

## Nagrody i odznaczenia
- Medal Komisji Edukacji Narodowej,
- Krzyż Kawalerski Orderu Odrodzenia Polski
- Złoty Krzyż Zasługi,
- Złota Odznaka ZNP
- Złota Odznaka Stowarzyszenia Inżynierów i Techników Mechaników Polskich[3].